# Rhénanie
Pour les articles homonymes, voir Rheinland et Poule de Rhénanie.

Blason de la Rhénanie

La Rhénanie (en allemand : Rheinland ; en francique ripuaire : Rhingland ; en latin : Rhenania) est une région historique et culturelle de l'ouest de l'Allemagne, qui doit son nom au Rhin qui la traverse. Elle regroupe les territoires principalement situés sur les rives du Rhin moyen et dans les plaines adjacentes au nord. Bien que la région couvre de vastes parties de l'ancienne Lotharingie s'étendant à l'est des Pays-Bas aux frontières avec la Saxe et la Franconie, une conscience historique des « Rhénans » ne se développa pas avant l'annexion de la rive gauche du Rhin par la République française à la fin du XVIIIe siècle.

## Géographie

La province de Rhénanie (en vert) en 1830 par rapport aux frontières actuelles.

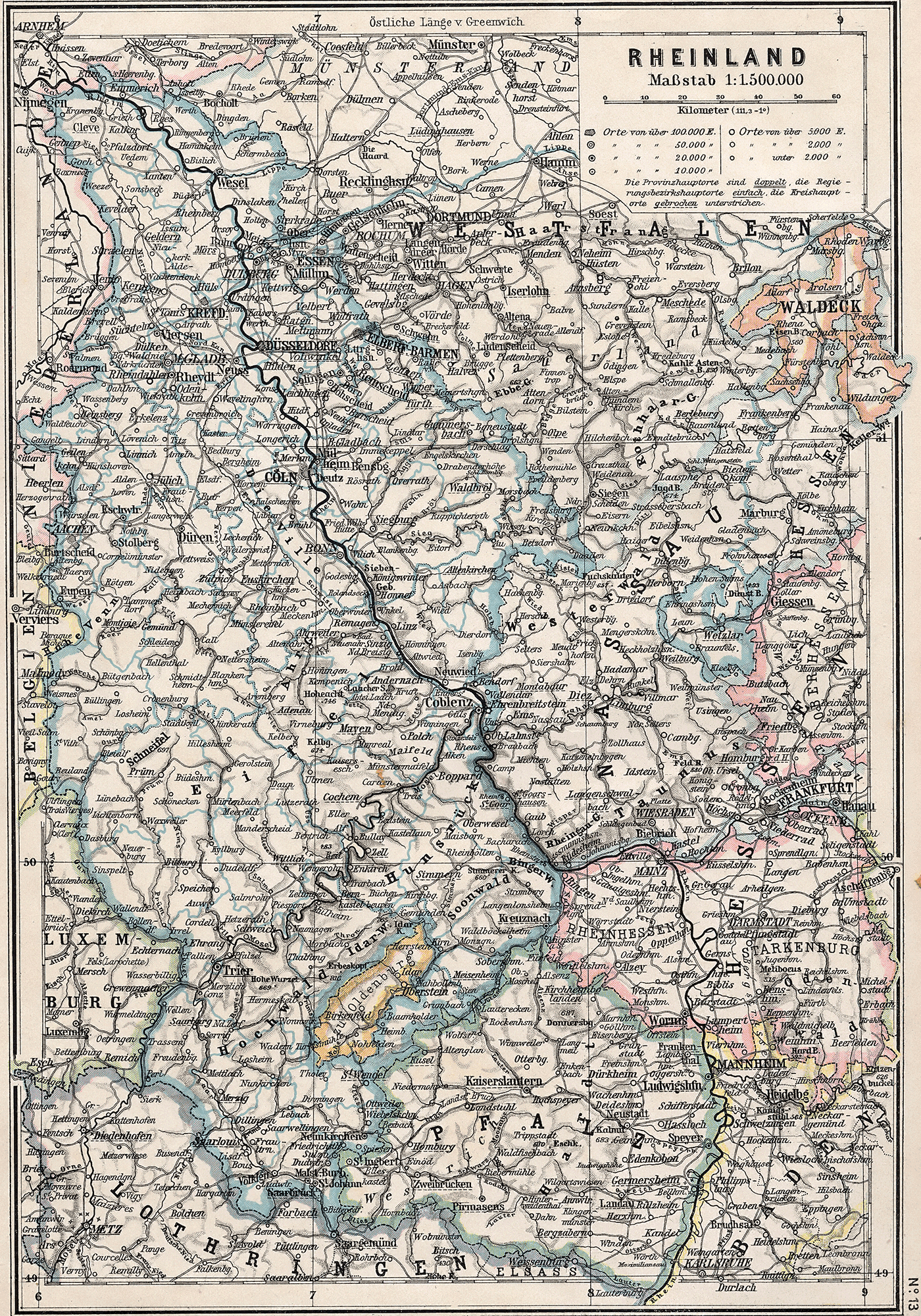
La province de Rhénanie en 1905.

Au sens de l'ancienne province de Rhénanie, la région s'étend de la rive gauche du Rhin, entre Bingen et Clèves, aux frontières avec le Luxembourg, la Belgique et les Pays-Bas. Sur la rive droite du fleuve, elle comprend également le Pays de Berg s'étendant jusqu'à la Westphalie et la Hesse à l'est, avec la partie ouest de la Ruhr. La limite méridionale au Palatinat rhénan est composée par le massif schisteux rhénan et la rivière Nahe. Au sud-ouest, la majeure partie du Land de Sarre (à l'exclusion du Palatinat sarrois) jusqu'à la frontière lorraine faisait également partie de la Rhénanie.
Actuellement, deux Länder portent le nom :
- la Rhénanie-du-Nord-Westphalie (Nordrhein-Westfalen), lui-même divisé en deux provinces (Landschaftsverbände) dont l'un porte le nom de Rhénanie ; les territoires rhénans correspondent aux districts de Düsseldorf et de Cologne ;
- la Rhénanie-Palatinat (Rheinland-Pfalz) ; la partie rhénane comprend les anciens districts de Coblence et de Trèves.

## Histoire
La Rhénanie a longtemps été éclatée entre de multiples entités politiques, telles que :
- les électorats ecclésiastiques de Cologne et de Trèves, membres du cercle électoral du Rhin ;
- les duchés d'Aremberg, de Clèves (avec le comté de Moers), de Juliers (avec la seigneurie d'Heinsberg) et de Berg, ainsi que la partie méridionale du duché de Gueldre (la Haute-Gueldre) ;
- les comtés de Sayn, de Sponheim et de Wied ;
- les villes libres d'Aix-la-Chapelle et de Cologne.

Toutes les principautés s'étaient nouées sur l'ancien territoire des Francs rhénans (l'Austrasie) qui lors des divisions de l'empire carolingien à la suite de la mort de Charlemagne a été attribué à la Francie médiane sous le règne de Lothaire Ier. Sous les dispositions des traités de Meerssen (870) et de Ribemont, la partie nord sur les rives du Rhin, la Lotharingie, passa à Louis le Germanique et son fils Louis III, rois de Francie orientale. Partagé en Basse- et Haute-Lotharingie (Lorraine) dès 959, le domaine fut fractionné en plusieurs secteurs.
Après l'annexion de la rive gauche du Rhin pendant la guerre de la Première Coalition, le régime révolutionnaire français a proclamé la République cisrhénane le 5 septembre 1797, divisée en quatre départements : Roer, Sarre, Rhin-et-Moselle et Mont-Tonnerre. 
En 1801, le gouvernement français sous Napoléon Bonaparte promeut Jean-Joseph Tranchot, appartenant au personnel scientifique du Dépôt de la Guerre, avec le grade de colonel, chef du "Bureau topographique de la carte des quatre Départements réunis de la rive gauche du Rhin", fondé spécifiquement pour la cartographie des potentiels théâtres de guerre. Les travaux durent de 1801 à 1814. Le résultat de cet énorme effort a été une série de cartes d’une qualité sans précédent qui est encore utile aujourd’hui. Durant cette période, avec son équipe, Tranchot a réalisé 167 cartes de la région, désormais connues sous le nom de « Cartes Tranchot ».
À la suite de l'effondrement de l'Empire français et le congrès de Vienne en 1815, lorsque le Palatinat rhénan échoit au royaume de Bavière et la Hesse rhénane au grand-duché de Hesse, la Prusse, qui a déjà un pied dans cette région à Clèves, Moers et Guelders, se fait attribuer tous les autres territoires de la Rhénanie.
En 1819, la Rhénanie est organisée par la Prusse en deux provinces : le grand-duché du Bas-Rhin et la province de Juliers-Clèves-Berg. Ces deux provinces sont réunies en 1824 pour former la province de Rhénanie. Près d'un siècle plus tard, 1919 la France envahit et occupe la région ; c'est à ce contexte que se raccroche l'expression « bâtard de Rhénanie ». Un an plus tard, la Sarre et les cantons d'Eupen et de Malmedy sont détachés. En 1936, la Rhénanie voit sa remilitarisation par l'Allemagne d'Adolf Hitler. Après la Seconde Guerre mondiale, les alliés se partagent la région : la partie nord, en zone d'occupation britannique, est rattachée à la Westphalie pour former le nouveau land de « Rhénanie-du-Nord-Westphalie » ; tandis que la partie sud, en zone d'occupation française, est associée au Palatinat rhénan et à la Hesse rhénane pour former le Land de « Rhénanie-Palatinat ».

## Culture populaire
- Dans le jeu vidéo Freelancer, l'une des factions majeures du jeu vidéo est la Rhénanie, représenté dans le jeu par la Police fédérale de Rhénanie et par l'Armée de Rhénanie.
- Dans le Jeu vidéo Battlefield V, l'un des récits de guerre prend place en Rhénanie lors de l'avancée américaine dans l'ouest de l'Allemagne durant la Seconde Guerre mondiale, en 1945.